# The Lady Is a Tramp
The Lady Is a Tramp est une chanson tirée de la comédie musicale Place au rythme. Elle a été écrite par Lorenz Hart et composée par Richard Rodgers en 1937.
Cette chanson fut notamment chantée par Frank Sinatra et Ella Fitzgerald dans les années 50, puis par Lady Gaga et Tony Bennett en 2011.